# 월중도
월중도(越中圖)는 대한민국 경기도 성남시 분당구, 한국학중앙연구원에 있는, 유배지 영월(寧越)에 남겨진 단종(端宗)의 자취와 충신들의 절의가 깃든 장소를 8폭의 그림으로 제작한 화첩이다. 2007년 12월 31일 대한민국의 보물 제1536호로 지정되었다.

## 지정 사유
유배지 영월(寧越)에 남겨진 단종(端宗)의 자취와 충신들의 절의가 깃든 장소를 8폭의 그림으로 제작한 화첩이다. 제1면은 단종의 왕릉인 장릉(莊陵)을 산도(山圖)의 형식으로 그린 것이고, 제2면은 단종의 유배지였던 청령포(淸泠浦)를 과감한 구도로 묘사한 일종의 실경산수화이다. 제3면은 영월 객사의 관풍헌(觀風軒)을 계화(界畵) 형식으로 그렸으며, 제4면은 관풍헌 동남쪽에 위치한 자규루(子規樓)를 중앙에 그렸다. 제5면은 단종에 대해 절의를 지키며 숨진 사육신(死六臣)을 배향한 사당인 창절사(彰節社)를 가운데 배치하였고, 제6면은 단종의 시녀와 시종들이 순절한 낙화암(落花巖)을 산수화 형식으로 그렸다. 제7면은 영월읍 치소(治所)를 개화식 구도를 취한 회화식 지도의 형식으로 그렸으며, 제8면은 영월 일대를 그린 지도이다. 각 면에는 오른편 윗부분을 위주로 화면에 등장하는 장소에 대한 간략한 기록을 적어 놓았다.
그림은 정교하게 그려졌으며 특히 밝은 색채를 많이 구사하여 화사한 인상을 준다. 매우 정교한 필치를 구사하여 경물을 정확하게 묘사하였으며 산악 표현과 나무 묘사에서는 진경산수 화풍의 여운이 남아있다. 전체적으로 그림의 화격이 높아서 어람용으로 추정된다. 제작시기는 《동궐도》 등과 비교하여 보았을 때 대략 19세기 전반으로 추정된다.

## 갤러리

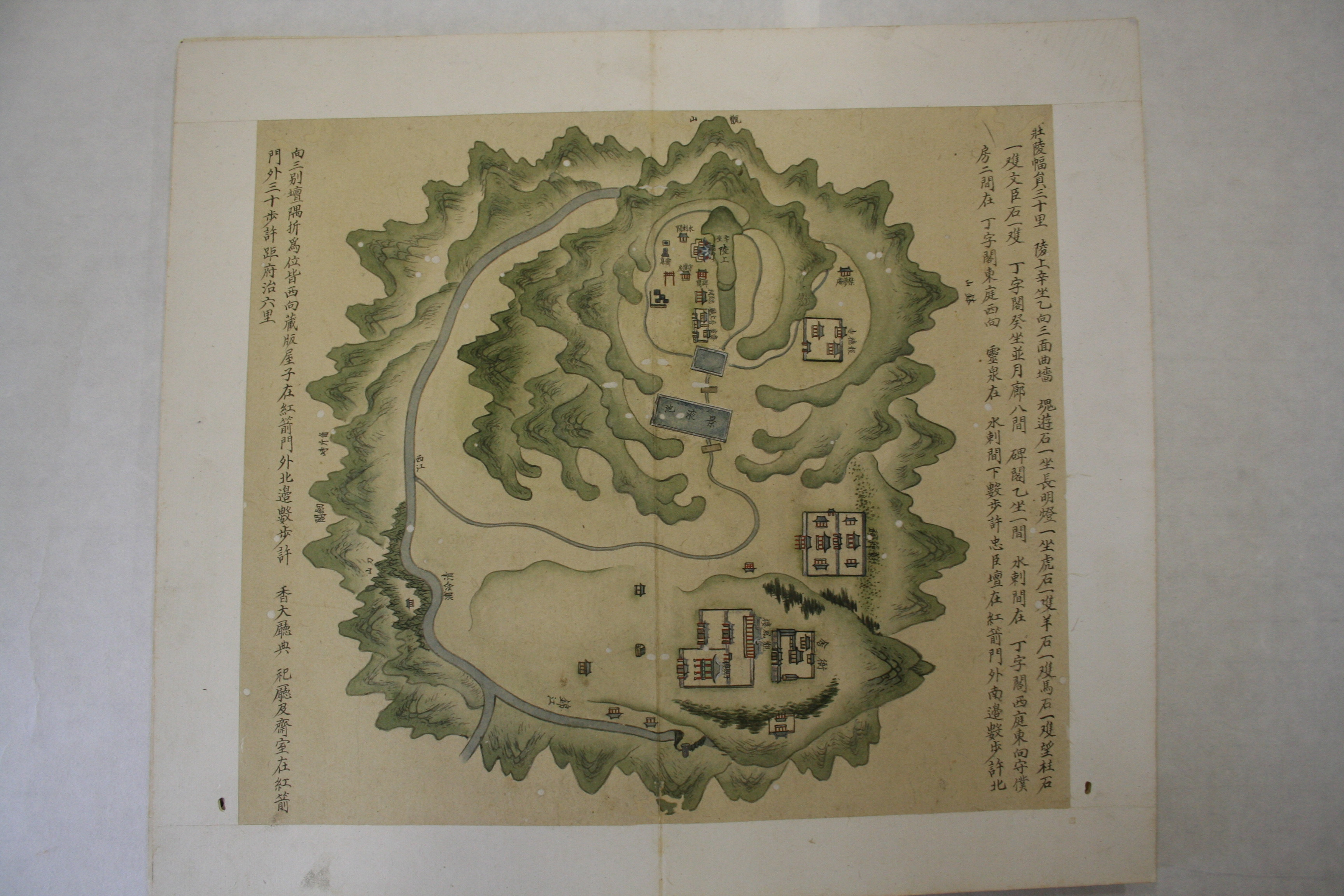
제1면 장릉
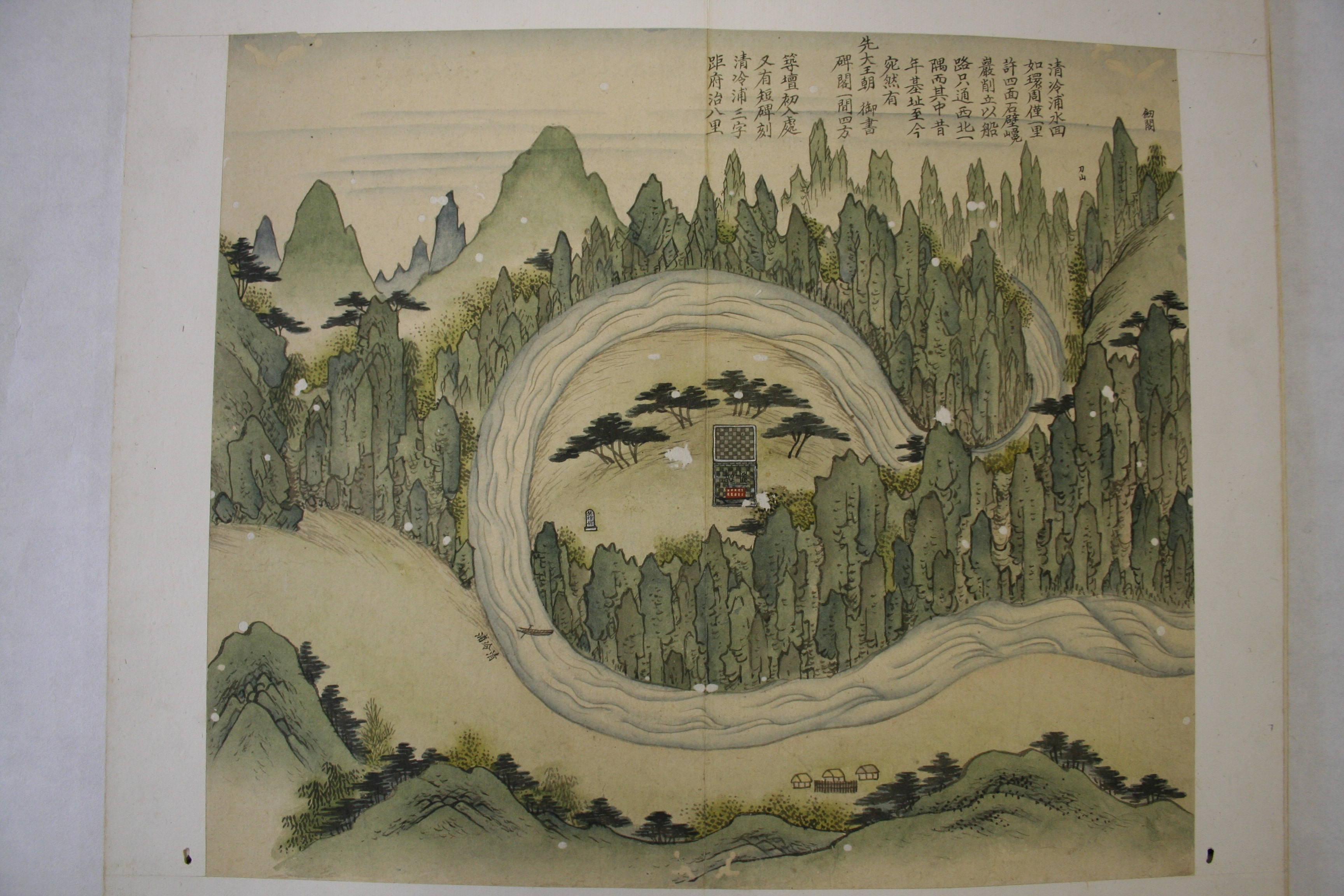
제2면 청룡포
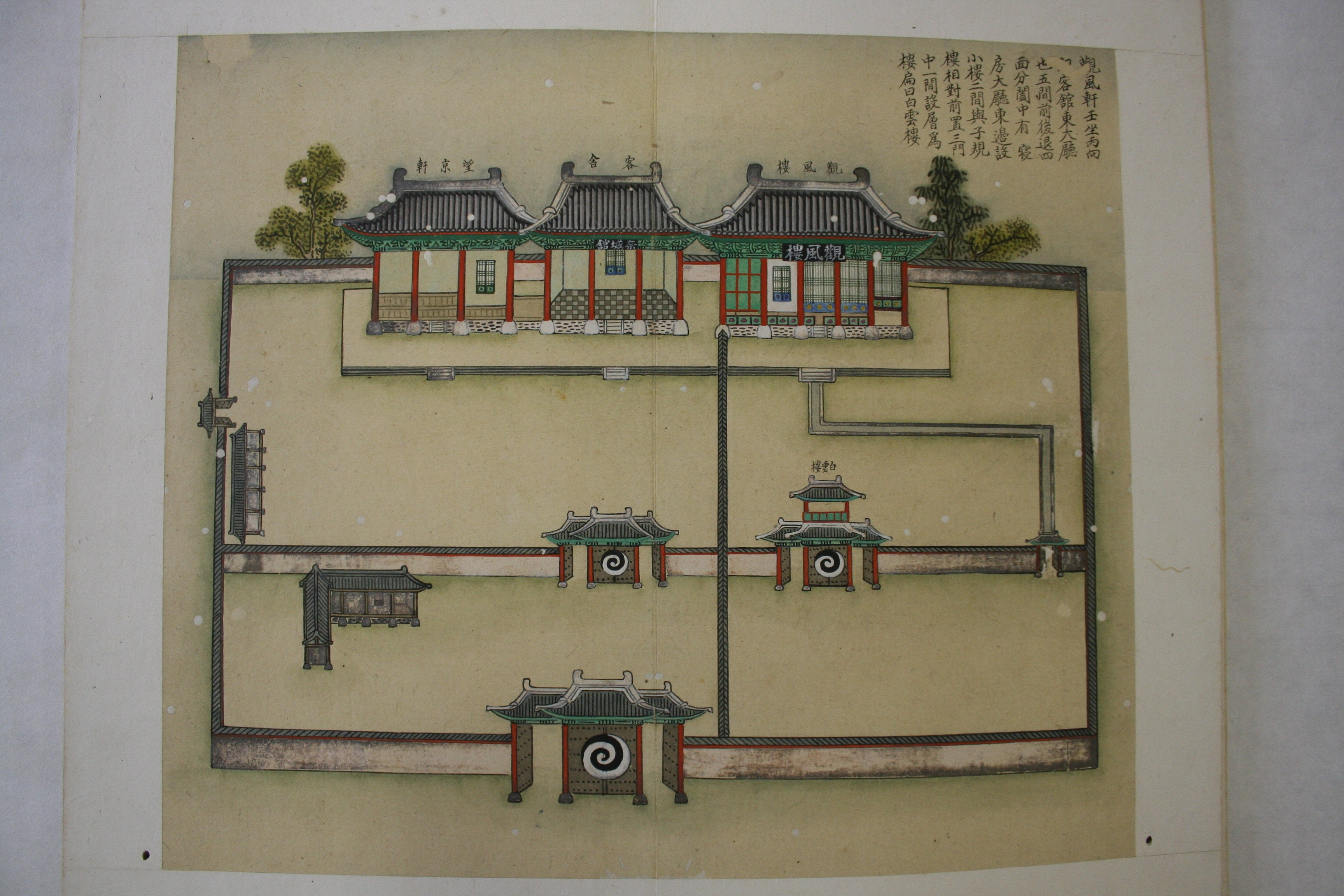
제3면 관풍헌
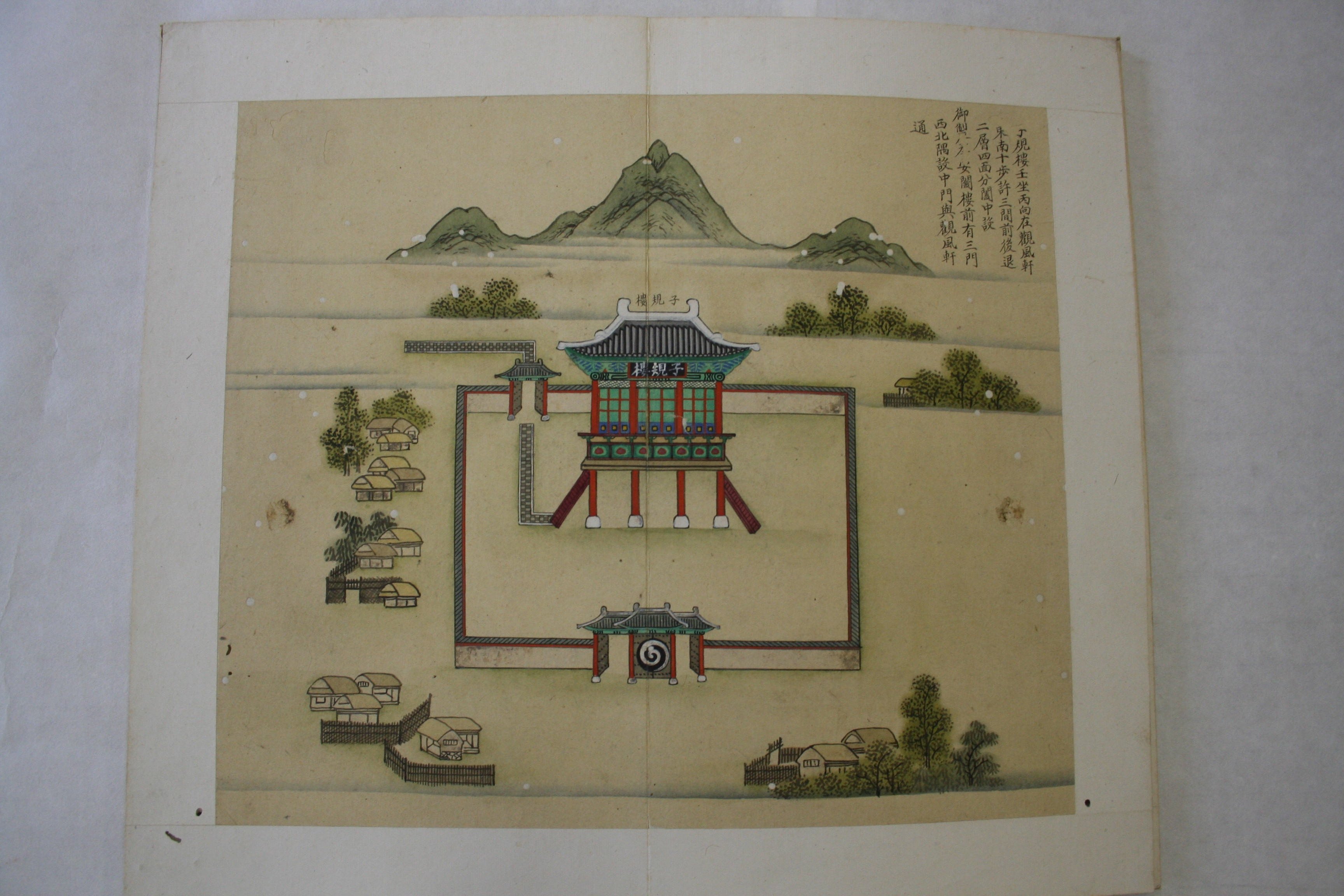
제4면 자규루
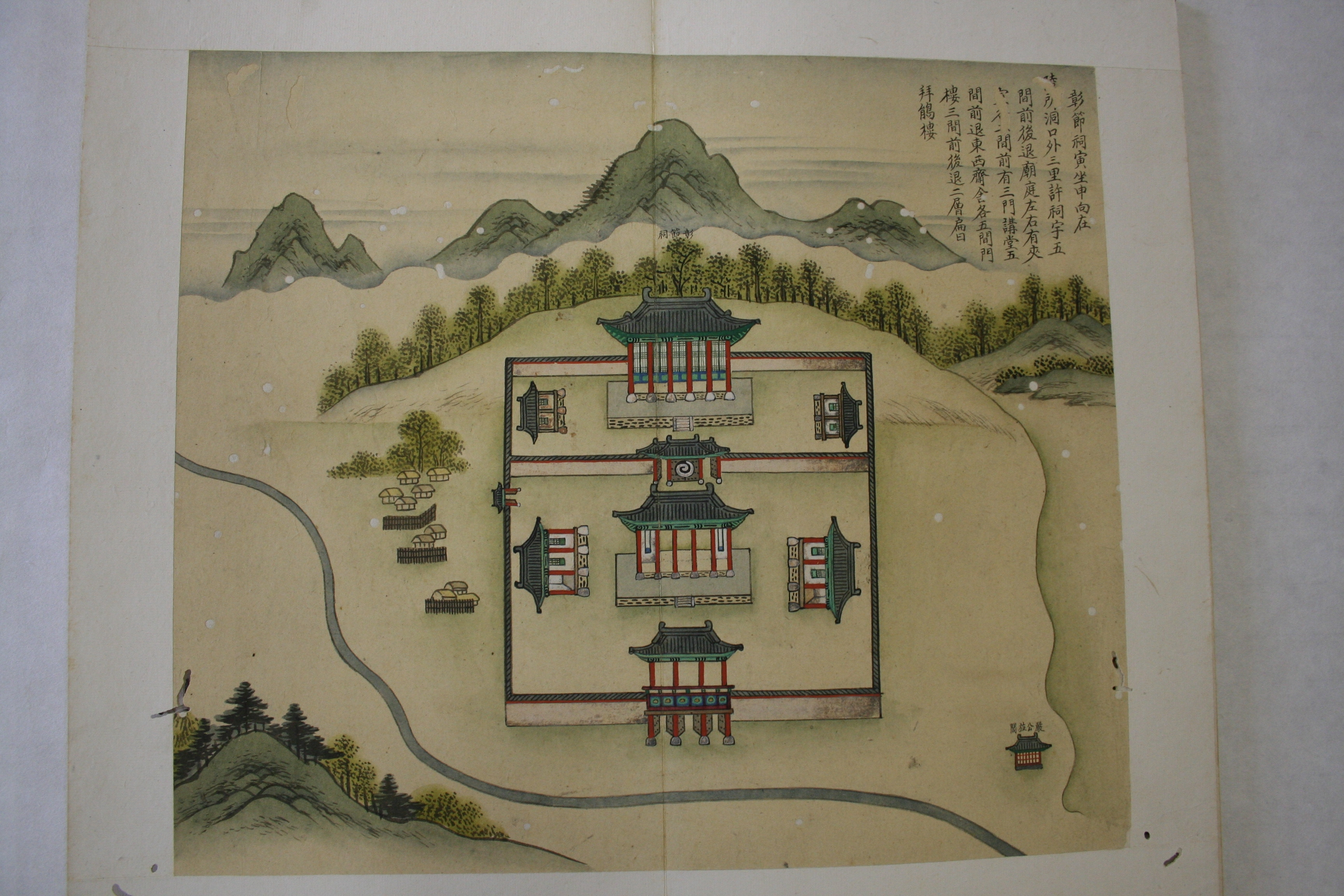
제5면 창절사
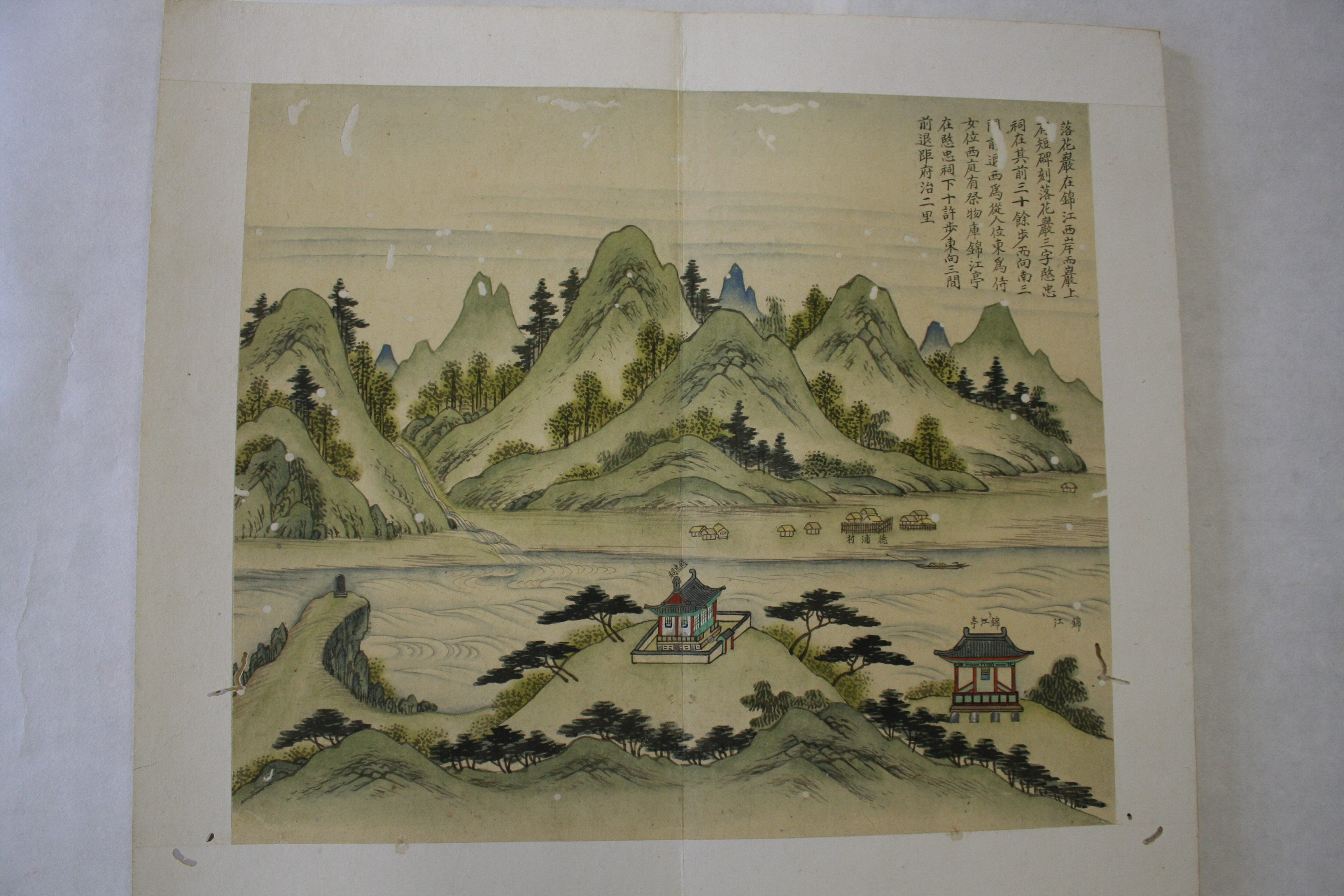
제6면 낙화암
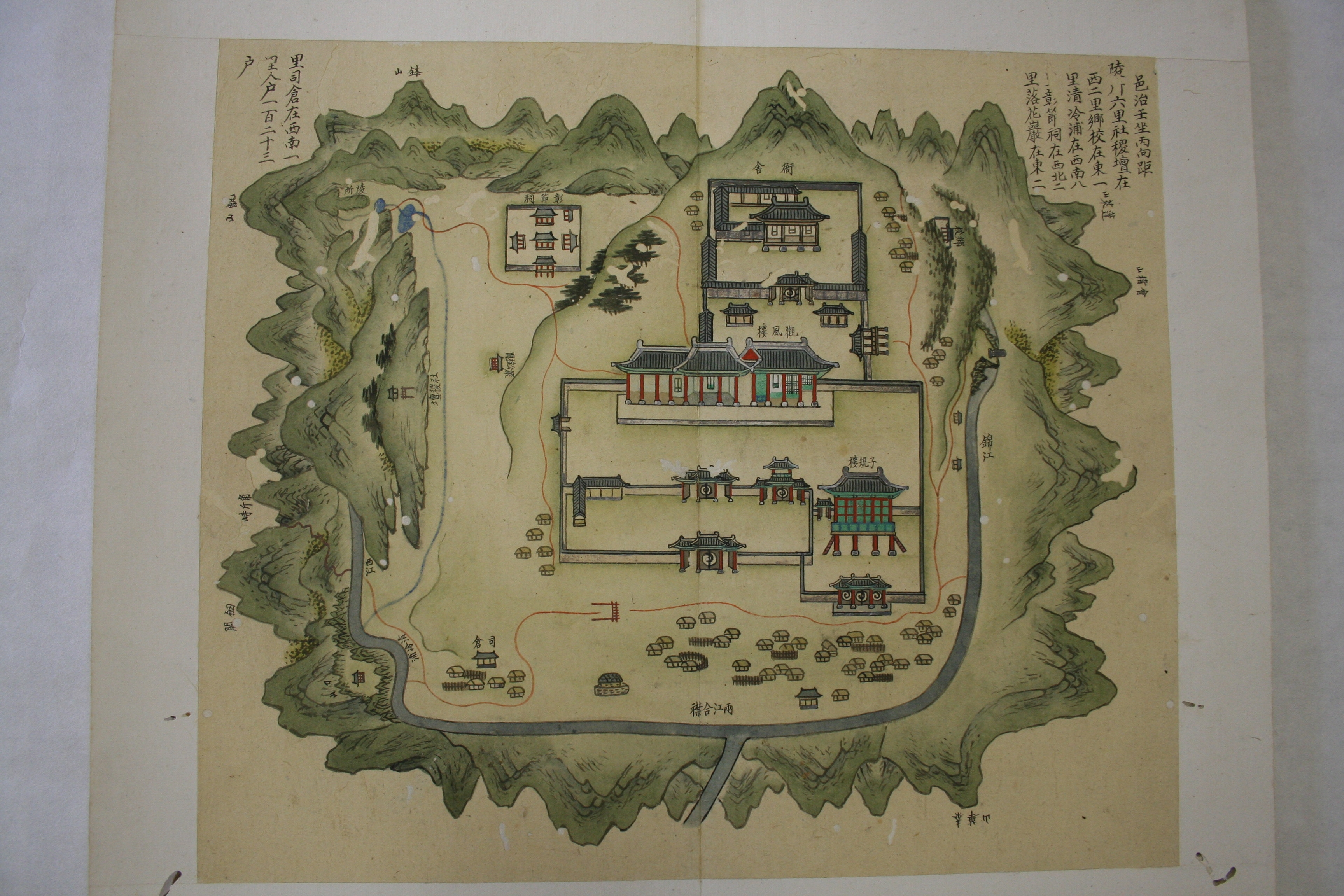
제7면 읍치
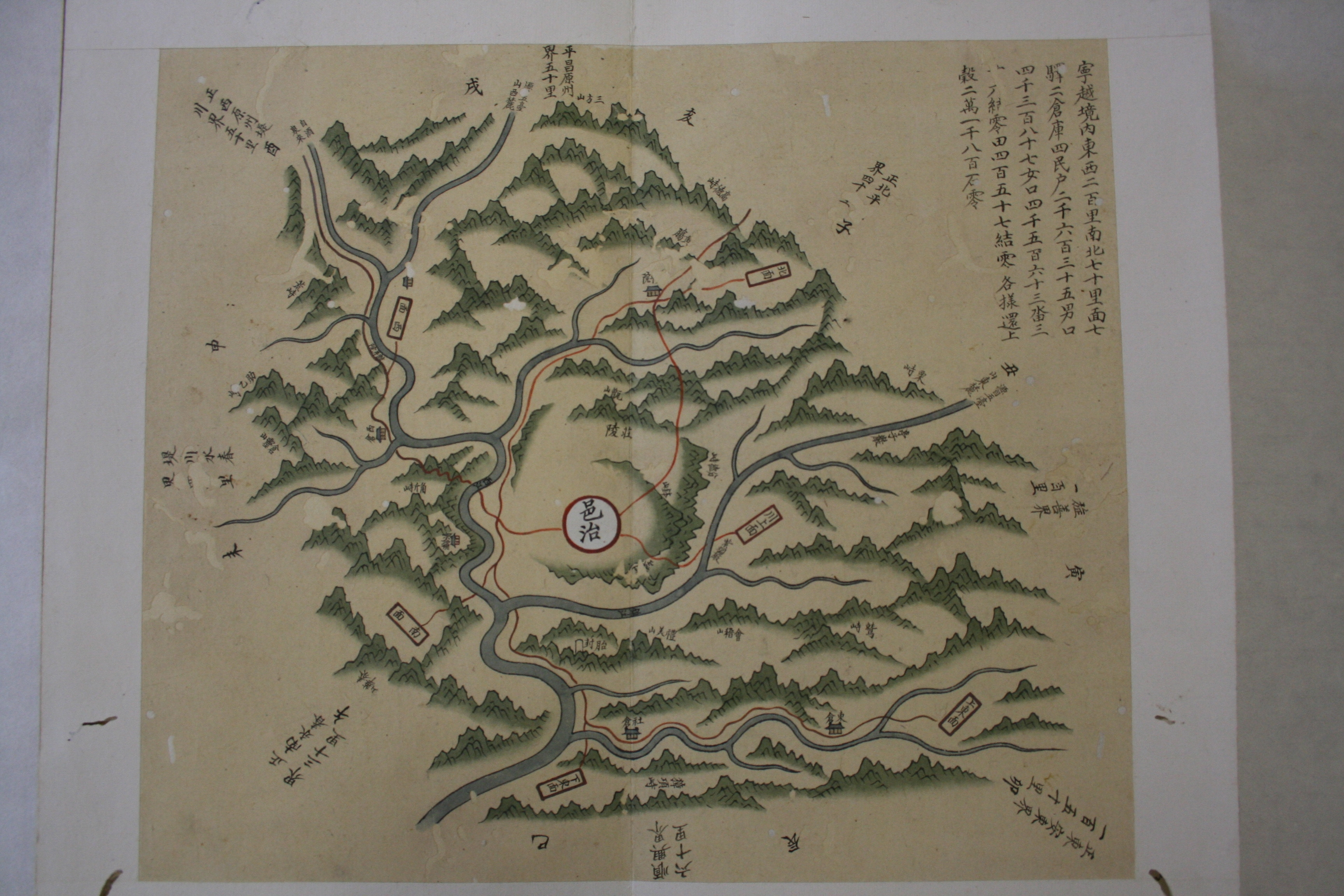
제8면 영월지도

## 참고 자료
- 월중도 - 국가유산청 국가유산포털